# Copa Santa Catarina de 2011
A Copa Santa Catarina de 2011 é a 13ª edição do segundo principal torneio de futebol de Santa Catarina. Cinco clubes do estado participarão disputando o título da competição.
Neste ano, realizar-se-a a quinta Recopa Sul-Brasileira, com os vencedores das copas de Santa Catarina, São Paulo, do Rio Grande do Sul e do Paraná. O campeão, recebe o direito de participar da Série D do Campeonato Brasileiro de 2012. Se este já estiver classificado às séries A, B ou C, o vice-campeão assumirá. Se este também estiver, a vaga será repassada para o 3º colocado (o que somou mais pontos na soma de todo o campeonato, além do campeão e vice) e assim por diante.

## Equipes Participantes
| Equipe        | Município | Estádio                             | Títulos |
| ------------- | --------- | ----------------------------------- | ------- |
| Brusque       | Brusque   | Augusto Bauer                       | 3       |
| Concórdia     | Concórdia | Domingos Machado de Lima            | ---     |
| Joinville     | Joinville | Arena Joinville                     | 1       |
| Marcílio Dias | Itajaí    | Hercílio Luz                        | 1       |
| Metropolitano | Blumenau  | Complexo Esportivo Bernardo Werner* | ---     |

* Devido a reformas no Complexo Esportivo Bernardo Werner, a partir do segundo turno da competição, o Metropolitano teve que que mandar seus jogos no Estádio Ervin Blaese na cidade de Indaial.

## Regulamento
A Copa Santa Catarina é disputada em três fases Turno, Returno e Final.
TURNO - As equipes jogarão todas entre si, somente em jogos de ida, com contagem de pontos corridos, classificando-se para a 3 ª Fase (FINAIS), apenas a primeira colocada. A equipe que terminar esta Fase em primeiro lugar, será considerada a CAMPEÃ da 1ª Fase (TURNO).
RETURNO - As equipes também jogarão todas entre si, somente em jogos de volta, invertendo-se apenas o mando de campo dos jogos da 1ª Fase (TURNO), com contagem de pontos corridos, classificando-se para a 3 ª Fase (FINAIS), apenas a primeira colocada. A equipe que terminar esta Fase em primeiro lugar, será considerada a CAMPEÃ da 2ª Fase (RETURNO).
FINAIS - Será disputada pelas equipes que forem consideradas Campeães das 1ª e 2ªs Fases (TURNO e RETURNO). Caso uma mesma equipe vier a ser considerada campeã das 1ª e 2ªs Fases (TURNO e RETURNO), será classificada para a disputa desta 3ª Fase (FINAIS) a equipe de melhor índice técnico, que, excluída a campeã das 1ª e 2ªs Fases (TURNO e RETURNO), obtiver o maior número de pontos ganhos na soma daquelas Fases (TURNO e RETURNO). Será mandante do jogo de volta (segunda partida) a equipe que porventura for considerada CAMPEÃ das 1ª e 2ªs Etapas (TURNO e RETURNO). Se as equipes campeãs das 1ª e 2ª Fases (TURNO e RETURNO) forem distintas, será mandante do jogo de volta (segunda partida) a equipe que obtiver o maior número de pontos ganhos na soma das 1ª e 2ªs Fases (TURNO e RETURNO). Será considerada vencedora da 3ª Fase (FINAIS) a equipe que, após o jogo de volta (segunda partida), obtiver o maior número de pontos ganhos. Se, ao final do jogo de volta (segunda partida), as equipes terminarem a disputa empatadas em número de pontos ganhos, independente do saldo de gols e de outros índices técnicos, haverá a disputa de uma prorrogação de 30 minutos, em dois tempos de 15 para se conhecer a vencedora desta 3ª Fase (FINAIS). Caso as equipes terminarem a prorrogação do jogo de volta empatadas, será considerada vencedora desta 3ª Fase (FINAIS) a equipe mandante do jogo de volta (segunda partida). A equipe que for a vencedora desta 3ª Fase (FINAIS), será considerada a CAMPEÃ DA COPA SANTA CATARINA DE FUTEBOL 2011.
Critérios de Desempate
- Maior número de vitórias;
- Maior saldo de gols;
- Maior número de gols pró;
- Confronto direto, somente no caso de empate entre duas equipes;
- Menor número de cartões vermelhos recebidos;
- Menor número de cartões amarelos recebidos;
- Sorteio público.

## Turno
Classificação
| 1 | Brusque       | 9 | 4 | 3 | 0 | 1 | 9 | 4 | +5 |
| 2 | Marcílio Dias | 7 | 4 | 2 | 1 | 1 | 5 | 4 | 1  |
| 3 | Metropolitano | 6 | 4 | 2 | 0 | 2 | 4 | 5 | -1 |
| 4 | Joinville     | 5 | 4 | 1 | 2 | 1 | 4 | 5 | -1 |
| 5 | Concórdia     | 1 | 4 | 0 | 1 | 3 | 3 | 7 | -4 |
| PG - pontos ganhos; J - jogos; V - vitórias; E - empates; D - derrotas; GP - gols pró; GC - gols contra; SG - saldo de gols |               |   |   |   |   |   |   |   |    |

|  |                              |
|  | Classificado para as Finais. |

## Returno
Classificação
| 1 | Joinville     | 8 | 4 | 2 | 2 | 0 | 6 | 2 | +4 |
| 2 | Metropolitano | 7 | 4 | 2 | 1 | 1 | 5 | 2 | +3 |
| 3 | Brusque       | 7 | 4 | 2 | 1 | 1 | 5 | 5 | 0  |
| 4 | Marcílio Dias | 4 | 4 | 1 | 1 | 2 | 3 | 4 | -1 |
| 5 | Concórdia     | 1 | 4 | 0 | 1 | 3 | 1 | 7 | -6 |
| PG - pontos ganhos; J - jogos; V - vitórias; E - empates; D - derrotas; GP - gols pró; GC - gols contra; SG - saldo de gols |               |   |   |   |   |   |   |   |    |

|  |                              |
|  | Classificado para as Finais. |

## Confrontos
Para ler a tabela, a linha horizontal representa os jogos da equipe como mandante. A coluna vertical indica os jogos da equipe como visitante.
|               | BRU | CON | JOI | MAR | MET |
| ------------- | --- | --- | --- | --- | --- |
| Brusque       | —   | 2-0 | 2-0 | 3-0 | 1-0 |
| Concórdia     | 2-3 | —   | 1-1 | 0-1 | 0-3 |
| Joinville     | 4-1 | 1-1 | —   | 1-0 | 2-1 |
| Marcílio Dias | 1-1 | 2-0 | 1-1 | —   | 2-0 |
| Metropolitano | 2-1 | 1-0 | 0-0 | 2-1 | —   |

- Jogos do Turno
- Jogos do Returno

## Final

### Primeiro jogo
| 2 de julho | Joinville                                         | 4 – 0  | Brusque | Arena Joinville, Joinville                       |
| 16:00 h    | Ronaldo Capixaba 23' · Lima 44', 88' · Aldair 87' | Súmula |         | Público: 3,174 Árbitro: Bráulio da Silva Machado |

### Segundo jogo
| 10 de julho | Brusque        | 1 – 2  | Joinville                     | Augusto Bauer, Brusque                        |
| 16:00 h     | Leandrinho 37' | Súmula | 29' Pedro Paulo · 42' Jaílton | Público: 1,077 Árbitro: Ronan Marques da Rosa |

Classificação
| 1º | Joinville | 6 | 2 | 2 | 0 | 0 | 6 | 1 | +5 |  |
| 2º | Brusque   | 0 | 2 | 0 | 0 | 2 | 1 | 6 | -5 |  |
| PG - pontos ganhos; J - jogos; V - vitórias; E - empates; D - derrotas; GP - gols pró; GC - gols contra; SG - saldo de gols; PRO - Gols na Prorrogação |           |   |   |   |   |   |   |   |    |  |

|  |                                         |
|  | Campeão da Copa Santa Catarina de 2011. |

| Campeão   | Vice-Campeão | Jogo 1 | Jogo 2 |
| --------- | ------------ | ------ | ------ |
| Joinville | Brusque      | 4-0    | 2-1    |

## Classificação geral
| 1 | Brusque       | 16 | 8 | 5 | 1 | 2 | 14 | 9  | +5  |
| 2 | Joinville     | 13 | 8 | 3 | 4 | 1 | 10 | 7  | +3  |
| 3 | Metropolitano | 13 | 8 | 4 | 1 | 3 | 9  | 7  | +2  |
| 4 | Marcílio Dias | 11 | 8 | 3 | 2 | 3 | 8  | 8  | 0   |
| 5 | Concórdia     | 2  | 8 | 0 | 2 | 6 | 4  | 14 | -10 |
| PG - pontos ganhos; J - jogos; V - vitórias; E - empates; D - derrotas; GP - gols pró; GC - gols contra; SG - saldo de gols |               |    |   |   |   |   |    |    |     |

## Artilharia
Atualizado em 11 de julho às 8:23 UTC-3.
| Gols | Jogador          | Time          |
| ---- | ---------------- | ------------- |
| 6    | Lima             | Joinville     |
| 3    | Aloísio Chulapa  | Brusque       |
| 3    | Joélson          | Marcílio Dias |
| 3    | Leandrinho       | Brusque       |
| 3    | Ronaldo Capixaba | Joinville     |
| 2    | Elton            | Metropolitano |
| 2    | Fabinho          | Brusque       |
| 2    | João Neto        | Brusque       |
| 2    | Lê               | Brusque       |
| 2    | Maicon           | Marcílio Dias |
| 2    | Ramon            | Joinville     |

## Goleiro menos vazado
Atualizado em 14 de julho às 10:28 UTC-3.
| Média                                    | Goleiro      | Time          | JO | GS |
| ---------------------------------------- | ------------ | ------------- | -- | -- |
| 0,125                                    | Nei          | Marcílio Dias | 8  | 1  |
| 0,333                                    | Wanderson    | Joinville     | 9  | 3  |
| 0,571                                    | Ivan         | Joinville     | 7  | 4  |
| 0,750                                    | Ferronatto   | Concórdia     | 4  | 3  |
| 0,750                                    | Wender       | Brusque       | 8  | 6  |
| 0,777                                    | João Ricardo | Brusque       | 9  | 7  |
| 0,857                                    | Darlan       | Concórdia     | 7  | 6  |
| 0,875                                    | Dalton       | Metropolitano | 8  | 7  |
| 1,200                                    | Fabiano      | Marcílio Dias | 5  | 6  |
| 1,666                                    | Segala       | Concórdia     | 3  | 5  |
| JO - número de jogos; GS - gols sofridos |              |               |    |    |

## Campeão Geral
| Campeão da Copa Santa Catarina de 2011 |
| -------------------------------------- |
|                                        |
| JOINVILLE (2º título)                  |

## Maiores públicos
| Nº | Público* | Mandante  | Placar | Visitante     | Local           | Data        |
| -- | -------- | --------- | ------ | ------------- | --------------- | ----------- |
| 1  | 3.216    | Joinville | 1–0    | Marcílio Dias | Arena Joinville | 23 de junho |
| 2  | 3.174    | Joinville | 4–0    | Brusque       | Arena Joinville | 2 de julho  |
| 3  | 2.613    | Joinville | 1–1    | Concórdia     | Arena Joinville | 22 de maio  |
| 4  | 2.226    | Joinville | 4–1    | Brusque       | Arena Joinville | 16 de junho |
| 5  | 1.521    | Joinville | 2–1    | Metropolitano | Arena Joinville | 5 de junho  |

*Considera-se apenas o público pagante.

## Menores públicos
| Nº | Público* | Mandante      | Placar | Visitante     | Local               | Data        |
| -- | -------- | ------------- | ------ | ------------- | ------------------- | ----------- |
| 1  | 35       | Concórdia     | 0–1    | Marcílio Dias | Domingos M. de Lima | 26 de junho |
| 2  | 102      | Concórdia     | 0–3    | Metropolitano | Domingos M. de Lima | 19 de junho |
| 3  | 156      | Concórdia     | 2–3    | Brusque       | Domingos M. de Lima | 2 de junho  |
| 4  | 179      | Concórdia     | 1–1    | Joinville     | Domingos M. de Lima | 12 de junho |
| 5  | 184      | Marcílio Dias | 2–0    | Concórdia     | Hercílio Luz        | 5 de junho  |

*Considera-se apenas o público pagante.